# Francis D. Culkin

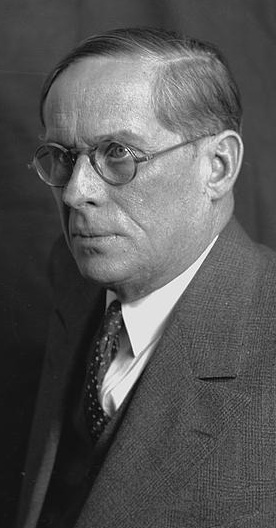
Francis D. Culkin

Francis Dugan Culkin (* 10. November 1874 in Oswego, New York; † 4. August 1943 ebenda) war ein US-amerikanischer Politiker. Zwischen 1928 und 1943 vertrat er den Bundesstaat New York im US-Repräsentantenhaus.

## Werdegang
Francis Culkin besuchte die öffentlichen Schulen seiner Heimat, das St. Andrew’s College und die University of Rochester. Zwischen 1894 und 1902 arbeitete er in Rochester als Zeitungsreporter. Zwischenzeitlich nahm er als Soldat einer Freiwilligeneinheit am Spanisch-Amerikanischen Krieg von 1898 teil. Von 1901 bis 1908 war er Hauptmann in der Nationalgarde seines Staates. Nach einem Jurastudium und seiner 1902 erfolgten Zulassung als Rechtsanwalt begann er in Oswego in diesem Beruf zu arbeiten. Von 1906 bis 1910 war er juristischer Vertreter dieser Stadt; zwischen 1911 und 1921 bekleidete er das Amt des Bezirksstaatsanwalts im Oswego County. Danach war er dort von 1921 bis 1928 Bezirksrichter. Politisch schloss er sich der Republikanischen Partei an. Er wurde später auch Mitglied der Thomas Jefferson Bicentennial Commission und der Thomas Jefferson Memorial Commission.
Nach dem Tod des Abgeordneten Thaddeus C. Sweet wurde Culkin bei der fälligen Nachwahl für den 32. Sitz von New York als dessen Nachfolger in das US-Repräsentantenhaus in Washington, D.C. gewählt, wo er am 6. November 1928 sein neues Mandat antrat. Nach acht Wiederwahlen konnte er bis zu seinem Tod am 4. August 1943 im Kongress verbleiben. In diese Zeit fiel die Weltwirtschaftskrise. Zwischen 1933 und 1941 wurden die New-Deal-Gesetze der Roosevelt-Regierung verabschiedet, denen Culkins Partei eher ablehnend gegenüberstand. 1935 wurden erstmals die Bestimmungen des 20. Verfassungszusatzes angewendet, wonach die Legislaturperiode des Kongresses jeweils am 3. Januar endet bzw. beginnt. Seit 1941 war auch die Arbeit des Kongresses von den Ereignissen des Zweiten Weltkriegs geprägt.
Francis Culkin starb an der seltenen Tropenkrankheit Histoplasmose, mit der er sich bereits im Jahr 1938 auf einer Reise durch Südamerika angesteckt hatte.